# Czas dostępu
Czas dostępu (ang. access time) – czas między wysłaniem żądania a otrzymaniem odpowiedzi.
Czasu dostępu jest stosowany:
- typowo: do określenia czasu odpowiedzi np. pamięci RAM, pamięci SSD, dysku twardego, liczonego od czasu wysłania żądania;
- rzadziej: do opisu opóźnień przesyłania pakietów danych w sieciach telekomunikacyjnych.